# Бронво
Бронво́ (фр. Bronvaux) — коммуна на северо-востоке Франции, регион Гранд-Эст (бывший Эльзас — Шампань — Арденны — Лотарингия), департамент Мозель. Входит в кантон Маранж-Сильванж. 

## География
Бронво расположен в 280 км к востоку от Парижа и в 11 км к северо-западу от Меца.

## История
- В средние века Бронво входил в герцогство Бар.

## Демография
По переписи 2011 года в коммуне проживало 541 человек.

## Достопримечательности
- Церковь Сен-Лоран (первая половина XIX века).